# Svagbørnskoloni
Svagbørnskolonier var en slags feriekolonier hvor børn med svagt helbred ofte pga. mangelfuld ernæring eller pga. fattigdom kunne få sol og frisk luft, og sul på kroppen.
Et ophold varede typisk fra 6 uger til et halvt år.
Svagbørnskolonier er i dag afløst af kolonier for overvægtige børn, fordi i dag i Danmark er 15-20 % af alle børn overvægtige. Og fordi dette at veje for meget som barn øger risikoen for at udvikle f.eks. sukkersyge og hjertekarsygdomme.

## Kendte svagbørnskolonier
- Vesterhavsgården
- Solgården
- Broager
- Ulfshale
- Nordstrand ved Nykøbing Sjælland
- Thorøgård ved Assens.
- Hasmark var Odense kummunes svagbørnskoloni
- Wesselsminde
- Høve Strand ved Sejerø Bugt tilhørte Frederiksberg
- Frennenæs ved Svaneke - Københavns kommunes svagbørnskoloni
- Skansen - Københavns Kommunes svagbørnskoloni ved Rørvig[1]